# Кузьмин, Аркадий Алексеевич
Арка́дий Алексе́евич Кузьми́н (род. 19 марта 1929, деревня Домашино, современный Ржевский район) — художник-график. Участник Великой Отечественной войны.

## Биография
Родился в крестьянской семье, 19 марта 1929 года в деревне Домашино Ржевского уезда Тверской губернии (современный Ржевский район Тверской области). До войны окончил 5 классов средней школы. В 1941-43 годах под фашистской оккупацией. В мае 1943 года 14-летним воспитанником принят в ПЭП-40 (управление полевого эвакуационного госпиталя № 40) 2-го Белорусского фронта. В его составе принимал участие в Смоленской, Белостокской операциях, Восточно-Померанской и Берлинской наступательных операциях.
День Победы встретил в немецком городе Пренцлау, в 80 километрах от Берлина. Но ещё 10 мая 1945 года госпиталь был атакован отрядом РОА, было убито 4 и ранено 7 человек служащих госпиталя. За участие в бою был представлен к медали «За боевые заслуги»
После войны окончил вечернюю школу, работал художником в кинотеатре, затем служил на флоте, с сентября 1949 по май 1953.
В 1960-м окончил МЗПИ. В Ленинградском филиале института (Учебно-консультационный пункт Московского полиграфического института — сейчас Северо-Западный институт печати) несколько лет внештатно читал лекции о художественном оформлении газет и журналов. С тех пор он начал работать художником-графиком в издательствах, иллюстрирует различные по содержанию книги, учебники, пособия, создает плакаты, календари, открытки, фирменные знаки, этикетки.
Издано свыше 350 его открыток, конвертов. До 1975 года работал заместителем директора издательства «Художник РСФСР».

## Награды
Орден Отечественной войны II степени, медали «За боевые заслуги», «За победу над Германией».